# Marian Suda
Marian Wincenty Suda (ur. 8 września 1900, zm. 30 marca 1943 w Murnau) – major piechoty Wojska Polskiego.

## Życiorys
Urodził się 8 września 1900 jako syna Wincentego. Po zakończeniu I wojny światowej i odzyskaniu przez Polskę niepodległości został przyjęty do Wojska Polskiego. Został awansowany do stopnia porucznika piechoty ze starszeństwem z dniem 1 kwietnia 1921 i był zweryfikowany z lokatą 7 w 1923 oraz w 1924, z lokatą 6 w 1928. Był oficerem 2 pułku strzelców podhalańskich w Sanoku w 1923; w 1924 nadetatowym i wówczas służył jako adiutant w Batalionie Szkolnym Piechoty nr 10, następnie był oficerem w 1928. Został awansowany do stopnia kapitana piechoty ze starszeństwem z dniem 1 stycznia 1930 i lokatą 168 w korpusie oficerów piechoty w 1932. W czerwcu 1935 nadal pełnił służbę w 2 psp. Podczas służby kierował Towarzystwem Narciarskim 2 psp w Sanoku (organizującym m.in. kursy narciarskie w Łupkowie). 
W Sanoku został prezesem Towarzystwa Hodowców Gołębi Pocztowych i Ras Krajowych, zorganizowanego 19 marca 1927. W latach 20. był sekretarzem zarządu Stowarzyszenia Łowieckiego w Sanoku. 
Na stopień majora został mianowany ze starszeństwem z 19 marca 1938 i 58. lokatą w korpusie oficerów piechoty. W 1939 był dowódcą Samborskiego Batalionu Obrony Narodowej i jednocześnie komendantem 96 Obwodu Przysposobienia Wojskowego w Samborze przy 6 psp.
Na czele Samborskiego Baonu ON walczył w kampanii wrześniowej. Został wzięty przez Niemców do niewoli i był osadzony w Oflagu VII A Murnau, gdzie zmarł 30 marca 1943 i został pochowany na tamtejszym cmentarzu.

## Ordery i odznaczenia
- Krzyż Niepodległości (9 listopada 1931)[19]
- Srebrny Krzyż Zasługi (10 listopada 1928)[20][1]